# François-Adrien Boieldieu
Pour les articles homonymes, voir Boïeldieu.
François-Adrien Boieldieu, né le 16 décembre 1775 à Rouen (paroisse Saint-Pierre-du-Châtel) et mort le 8 octobre 1834 à Varennes-Jarcy, est un compositeur français.
Artiste né sous l'Ancien Régime, Boieldieu fit ses armes pendant la Terreur, acquit la célébrité durant le Consulat et l'Empire, fut honoré par les Bourbons, puis ruiné par la révolution de Juillet. Il demeure le principal compositeur français d'opéras du premier quart du XIXe siècle.

## Biographie
Né à Rouen au 61, rue aux Ours, Boieldieu fut formé à la musique en tant qu'enfant (puis membre) du chœur de la Maîtrise Saint-Evode de la cathédrale de Rouen, dirigée par Charles Broche, maître de chapelle puis organiste de la cathédrale Notre-Dame de Rouen. Très précoce, le jeune Boieldieu touchait le clavecin dès sept ans et, à neuf ans, improvisait sur l’orgue. Puis il composa de petits morceaux, des sonates et des romances. Un jour que son professeur, Broche, l’organiste de la cathédrale, ne s’était pas trouvé à son poste un certain jour de grande fête carillonnée, l’orgue fut pourtant touché (= joué) d’une manière ravissante. Tout le monde en fit compliment à Broche, bien étonné. Informations prises, on apprit que le jeune élève avait eu l’audace de remplacer son maître, sans en demander la permission à personne. À quatorze ans, il partit seul, à pied, pour Paris, avec 18 deniers gagnés à accorder des clavecins.
La Révolution ne freina pas l'activité musicale du Théâtre-Français de Rouen, qui continua de présenter les œuvres de jeunes auteurs tels que Étienne Nicolas Méhul. Pendant la Terreur, Rouen fut même une des rares villes à conserver une activité musicale importante et, en 1793, plusieurs concerts furent organisés avec les célèbres violoniste Rode et ténor Garat. Revenu à Rouen en 1791, Boieldieu composa alors ses premières œuvres sur des textes écrits par son père, La Fille coupable (2 novembre 1793), l’Hymne à la déesse Raison ou Chant populaire pour la Fête de la Raison pour chœur et orchestre (30 novembre 1793) puis Rosalie et Mirza en 1795, représentées à Rouen au temple de la Raison (ancienne cathédrale), obtinrent assez de succès pour l'encourager à tenter sa chance à Paris. Son maître Broche, ravi des succès de son élève, se permit, à cette occasion, un calembour, disant qu’il trouvait le jeune musicien « très habile en fugues », pour avoir fait jouer ces deux opéras, à Rouen, après son escapade à Paris.
Durant la période révolutionnaire, Boieldieu partit pour Paris et, prudemment, s'y installa comme accordeur de pianos. Seul l'opéra-comique offrait alors des débouchés pour ces œuvres hybrides, proches de l'opéra classique, mais comportant des dialogues parlés. L'œuvre la plus typique en est Médée de Cherubini (1797). L'opéra-comique, privilège de la troupe du même nom alors installée salle Favart, commença également à être représenté par la troupe du théâtre de Monsieur créée en 1789 et hébergée dans la salle des Machines du palais des Tuileries, avant de s'installer, en 1791, au théâtre Feydeau construit pour l'occasion. Jusqu'à leur fusion en 1801, les deux troupes se concurrencèrent, Favart multipliant spectacles patriotiques et œuvres plus légères de Méhul, Feydeau proposant plutôt des drames héroïques de Cherubini ou Lesueur. En 1797, Boieldieu proposa ainsi à Feydeau La Famille suisse et L'Heureuse Nouvelle et, l'année suivante, Zoraime et Zulmare à Favart. Le succès fut si considérable qu'on put le comparer à celui du Médée de Cherubini.
Fils spirituel de Grétry, Boieldieu privilégiait les mélodies sans ornements superflus qu'il mettait en valeur avec une instrumentation légère, mais soignée et des dialogues spirituels:25. Berlioz attribuait à sa musique une « élégance parisienne de bon goût qui plaît ». En 1800, Le Calife de Bagdad lui valut un véritable triomphe.
En 1803, il partit pour Saint-Pétersbourg afin d'occuper le poste de compositeur de la cour impériale jusqu'en 1810 à l'invitation personnelle de l'empereur Alexandre Ier. Il y composa neuf opéras dont Aline, reine de Golconde (1804) et Les Voitures versées (1808). De retour en France, il reconquit le public parisien avec La Jeune Femme en colère (1811), Jean de Paris (1812), Le Nouveau Seigneur de village (1813), Le Béarnais ou Henri IV en voyage (1814), Angéla ou l'Atelier de Jean Cousin (1814)…
Boieldieu devint professeur de composition au Conservatoire de Paris et, en 1817, succéda à Méhul à l'Académie des beaux-arts. Il reçut la Légion d'honneur en 1820.
En 1825, il publia son chef-d'œuvre, La Dame blanche. Basé sur Le Monastère et Guy Mannering de Walter Scott, ce qui est inhabituel à cette époque, le livret est construit sur le thème de l'enfant perdu puis heureusement reconnu in extremis. Le style de cet opéra a inspiré Donizetti (Lucia di Lammermoor), Bellini (I Puritani) et Bizet (La Jolie Fille de Perth). Reconnu comme une des premières tentatives d'introduction du fantastique dans l'opéra, La Dame blanche a également été un modèle pour les opéras Robert le Diable de Meyerbeer ou Faust de Gounod. Boieldieu composa un des airs les plus célèbres de La Dame Blanche, « Ah ! quel plaisir d'être soldat », à Villeneuve-Saint-Georges, en 1823:91.

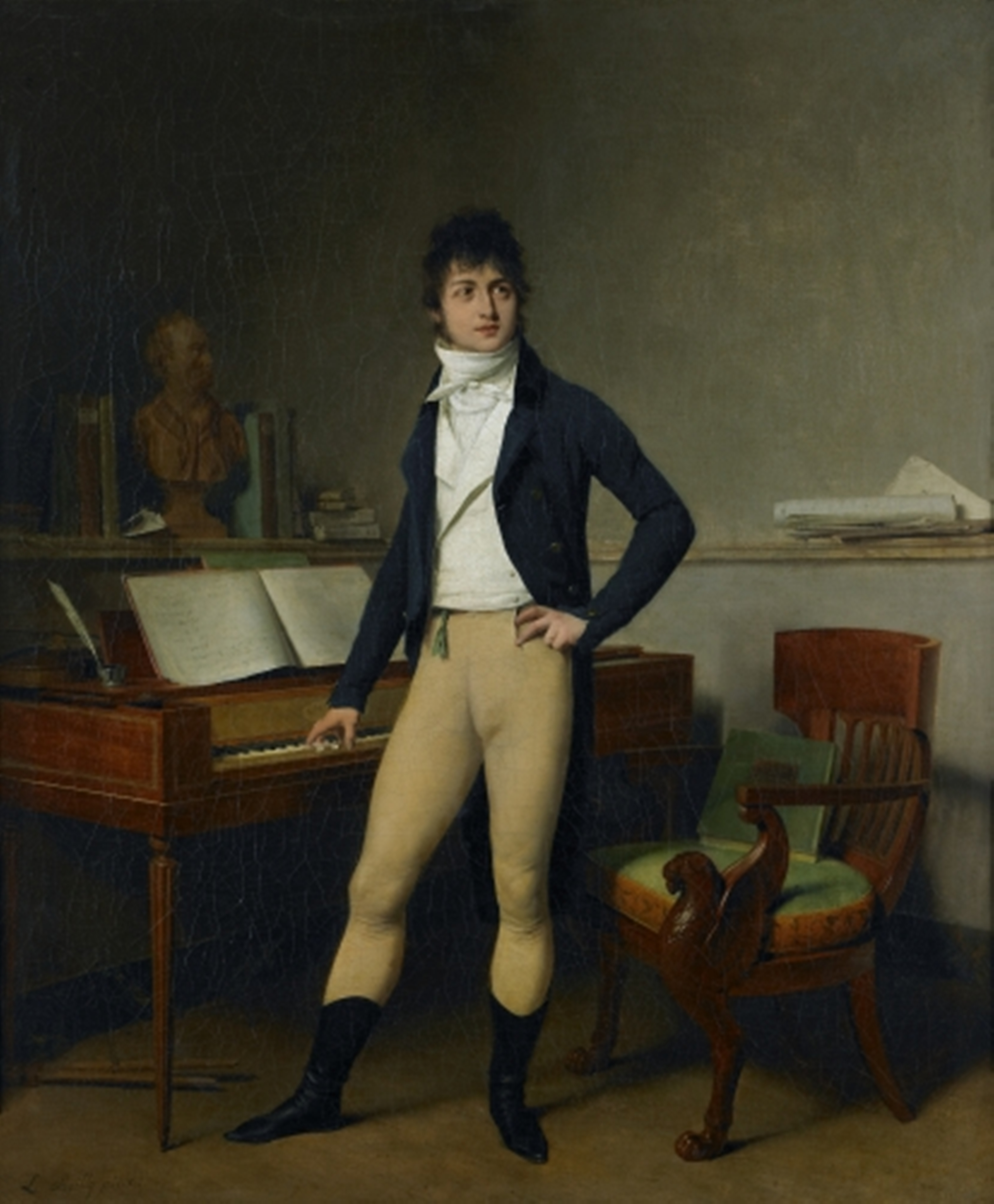
Louis Léopold Boilly, François Adrien Boieldieu (Salon de 1800), musée des Beaux-Arts de Rouen.

L’année suivante, le 23 janvier 1827, il épouse sa concubine, la chanteuse Jenny Philis-Bertin, étant veuf de sa première femme, la danseuse Clotilde Mafleurai, épousée en 1802 et dont il était séparé depuis son départ pour Saint-Pétersbourg.
Son opéra suivant, Les Deux Nuits (1829) fut admiré par Wagner qui loua « la vivacité et la grâce naturelle de l’esprit français » et qui s’inspira d’un des chœurs pour la Marche des fiançailles de Lohengrin. Il n’en fut pas moins un échec, principalement en raison de la faiblesse du livret de Bouilly, que le compositeur avait accepté de bonne foi. Cette déception a peut-être favorisé la maladie pulmonaire, dont Boieldieu avait rapporté les germes de Russie. En vain chercha-t-il à se rétablir dans la douceur du climat du sud de la France. Les difficultés financières augmentèrent les inconforts de la santé défaillante de Boieldieu qui perdit progressivement l’usage de la parole, sans doute du fait d’un cancer du larynx. La faillite de l’opéra-comique et l’expulsion, à la révolution de 1830, de Charles X, qui lui versait une pension, le privant de ses principales sources de revenus, ajoutèrent à son malheur. Afin de lui éviter la misère, Thiers lui assura une pension de l’État de 6 000 francs. Le 25 septembre 1834, il fit sa dernière apparition publique à l’occasion de la première du Chalet d’Adolphe Adam, à l’issue de laquelle il rendit hommage à son ancien élève en lui écrivant : « Je voudrais que cette musique fût de moi ».
Il meurt le 8 octobre 1834, dans sa maison de campagne de Varennes-Jarcy, et est inhumé à Paris au cimetière du Père-Lachaise,.

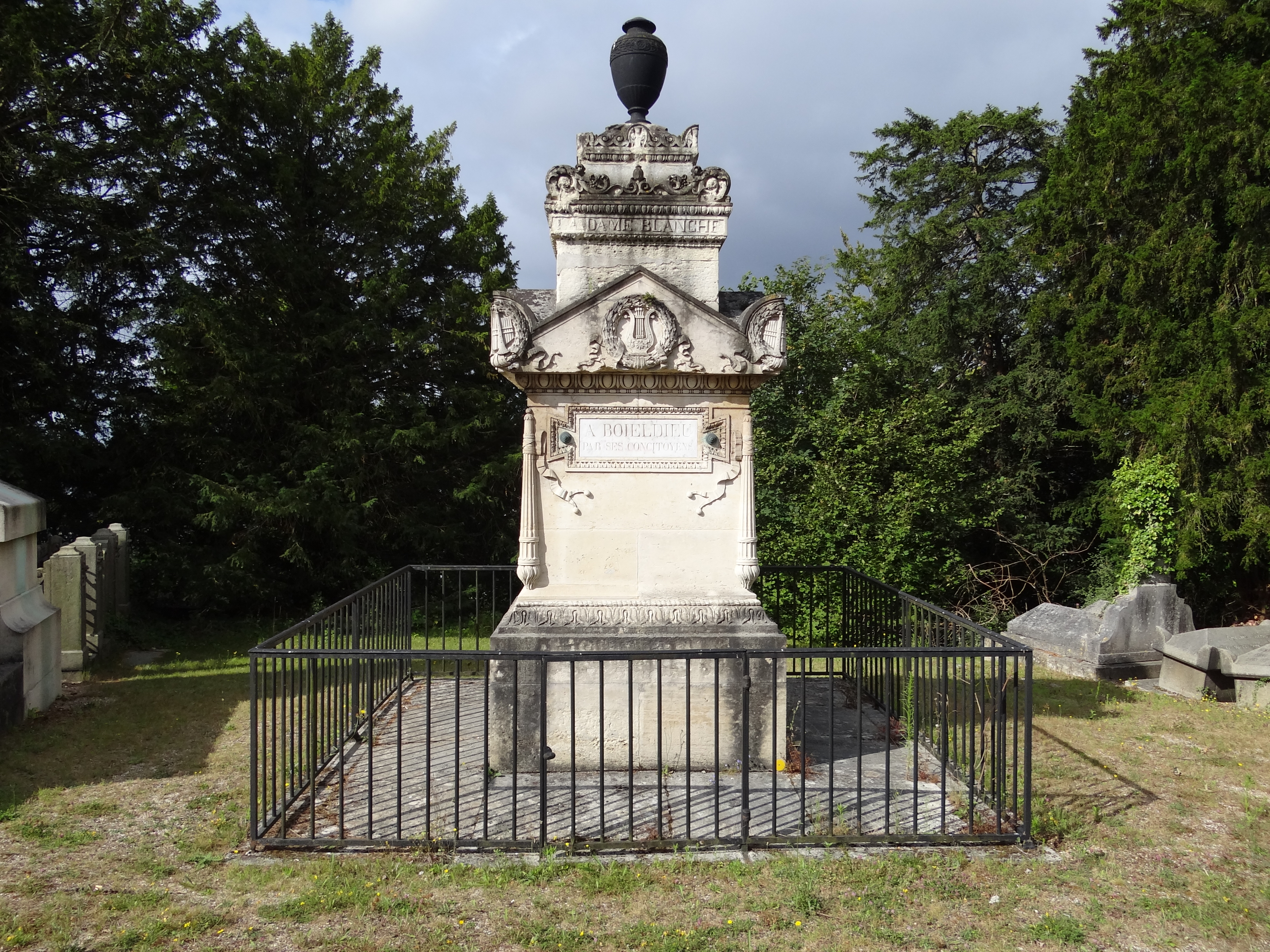
Le carditaphe de François-Adrien Boieldieu au cimetière monumental de Rouen (Seine-Maritime).

Son cœur est déposé, le 13 novembre 1834, au cimetière monumental de Rouen dans un tombeau offert par la Ville de Rouen. 
Franc-maçon, il avait été initié à la loge Les Arts et l'Amitié du Grand Orient de France à Paris, puis membre de la loge La Palestine en Russie et membre d'honneur de la loge Les Amis réunis.
Son fils Adrien (1816-1883), éduqué au conservatoire sous son père, était également compositeur.
Sa petite-fille, la pianiste Louise Boieldieu, fille d’Adrien Boieldieu et de Fanny Defourneaux, épousa le compositeur Émile Durand.

## Œuvre

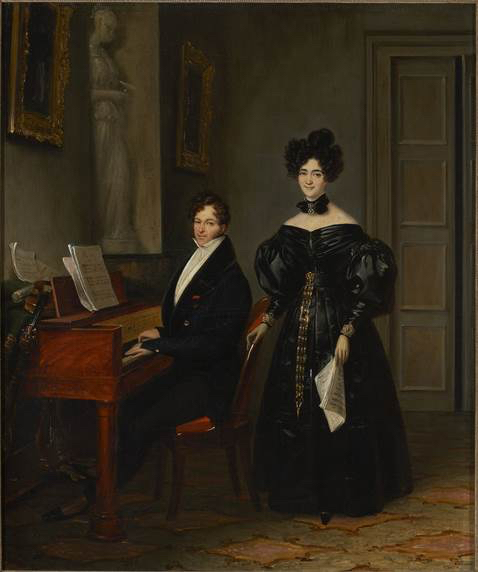
Édouard Pingret, Portrait de François-Adrien Boieldieu et de son épouse Jenny Philis-Bertin (1830), musée des Beaux-Arts de Rouen.

### Opéras
- La Fille coupable (1793).
- Rosalie et Myrza (1795).
- La Famille suisse, livret de Saint-Just, créé au théâtre Feydeau le 23 pluviôse an V.
- L'Heureuse Nouvelle, livret de Saint-Just, créé au théâtre Feydeau le 17 brumaire an VI.
- Le Pari, ou Mombreuil et Merville, livret de Charles de Longchamps, créé à l'Opéra-Comique (salle Favart) le 25 frimaire an VI.
- Zoraïme et Zulnar, livret de Saint-Just, créé à l'Opéra-Comique (salle Favart) le 21 floréal an VI.
- La Dot de Suzette, avec Jean-Claude Bédéno Dejaure (1798).
- Les Méprises espagnoles (1799).
- Emma ou la Prisonnière (1799) en collaboration avec Luigi Cherubini.
- Béniovski ou les Exilés du Kamchattka (1800).
- Le Calife de Bagdad (1800).

- Ma tante Aurore ou le Roman impromptu (1803).
- Le Baiser et la Quittance, ou Une aventure de garnison (1803).
- Aline, reine de Golconde (1804).
- La Jeune Femme colère (1805).
- Abderkan (1805).
- Un tour de soubrette (1806).
- Télémaque (1806).
- Amour et Mystère, ou Lequel est mon cousin ? (1807).
- La Dame invisible (1808).
- L'Athalie (1808).
- Rien de trop ou les Deux Paravents (1811).
- Jean de Paris[20] (1812).
- Le Nouveau Seigneur de village (1813).
- Le Béarnais ou Henri IV en voyage (1814).
- Angéla ou l'Atelier de Jean Cousin (1814).
- La Fête du village voisin (1816).
- Charles de France, ou Amour et gloire, avec Ferdinand Hérold, livret de Théodore d'Artois et Emmanuel Théaulon (1816).
- Le Petit Chaperon rouge (1818).
- Les Voitures versées ou le Séducteur en voyage (1820).
- Les Arts rivaux (1821).
- Blanche de Provence ou la Cour des fées, opéra en 3 actes, livret d'Emmanuel Théaulon et de De Rancé, musique de Henri-Montan Berton, François-Adrien Boïeldieu, Luigi Cherubini, Rodolphe Kreutzer et Ferdinando Paër (1821).
- La France et l'Espagne (1823).
- Les Trois Genres (1824) (en collaboration avec Auber).
- Pharamond (1825).
- La Dame blanche (1825).
- Les Deux Nuits (1829).
- La Marquise de Brinvilliers (1831), en collaboration avec Auber, Cherubini et d'autres.

### Concertos
- Concerto n° 1 pour piano en fa majeur (1793).
- Concerto pour harpe en ut majeur, op. 82 (1800).

### Œuvres vocales sacrées
- Pie Jesu à quatre parties. Paris, Au ménestrel, chez Heugel et Cie.

## Discographie

### Musique de chambre
- Duo no 2 en si bémol majeur pour harpe et pianoforte, Marielle Nordmann (harpe), Brigitte Haudebourg (pianoforte) – Arion, 1982.
- François Verry : Trois sonates pour piano-forte, Euromuses (1996).
- Sonate pour harpe op.8 no 2 et Six romances pour soprano et harpe, Isabelle Perrin (harpe), Christine Pauchet (soprano) – Pavane, 2000 (avec le Concerto pour harpe).
- Trio en ré majeur op.5, André Guilbert (flûte), Claude Burgos (violoncelle), Marielle Nordmann (harpe) – Erato, LP STU70648.

### Musique concertante
- Concerto pour harpe et orchestre en ut majeur :
  - Mireille Flour (harpe), Grand Orchestre symphonique de Radio-Luxembourg, Henri Pensis (dir.) – Festival FLDZ 384 ;
  - Nicanor Zabaleta (harpe), Orchestre radio-symphonique de Berlin, Ernst Maerzendorfer (dir.) – DG, 1959 (+ œuvres de Rodrigo) ;
  - Lily Laskine (harpe), Orchestre de chambre J.-F. Paillard, Jean-François Paillard (dir.) – Erato, 1963 (+ œuvres de Krumpholz) ;
  - Catherine Michel (harpe), Orchestre de l'Opéra de Monte-Carlo, Antonio de Almeida (dir.) – Philips, 1973 (+ œuvres de Castelnuovo-Tedesco, Rodrigo, Villa-Lobos) ; rééd. Pentatone, 2011
  - Marielle Nordmann (harpe), Franz Liszt Chamber Orchestra, Jean-Pierre Rampal (dir.) – Sony, 1993 (+ œuvres de Parish-Alvars, Viotti) ;
  - Isabelle Perrin (harpe), Le Collège Musical, par Jean-Philippe Navarre (dir.) – Pavane, 2000 (avec la Sonate op.8 no 2 et Six romances pour soprano et harpe)
  - Xavier de Maistre (harpe), Orchestre Rhénanie-Palatinat, Shao-Chia Lü (dir.) – Claves, 2001 (+ œuvres de Pierné, Renié, Saint-Saëns) ;
  - Anaïs Gaudemard (harpe), Orchestre de Rouen , Léo Hussain (dir) – claves 2016 (+ œuvres de Debussy, Ginastera).

- Concerto pour piano et orchestre : 
  - Martin Galling (piano), Orchestre symphonique d'Innsbruck, Robert Wagner (dir.) – VOX, 1967 ;
  - Nastasa Velkovic (piano), Orchestra della Svizzera Italiana, Howard Griffiths (dir.) – CPO, 2015 (+ 6 ouvertures : Le Calife de Bagdad, Emma ou la Prisonnière (en collaboration avec Luigi Cherubini), La Dame Blanche, Jean de Paris, Les Voitures versées, Ma tante Aurore).

### Opéras
- Le Calife de Bagdad :
  - Intégrale :
    - Christiane Eda-Pierre, Jane Berbié, Lina Dachary, Orchestre de l'ORTF, Louis Fourestier (dir.) – Gaîté Lyrique, 1963 ;
    - Solistes et ensemble vocal Patrick Marco, Bernard Thomas (dir.) – Thésis, 1989.

  - Ouverture :
    - Orchestre philharmonique de Londres, Jean Martinon (dir.) – Decca, 1951 ;
    - New Philharmonia Orchestra, Richard Bonynge (dir.) – Decca, 1969 ;
    - Orchestre radio-symphonique de Berlin, Kurt Redel (dir.) – Pierre Verany, 1986.
- La Dame blanche :
  - Intégrale :
    - Françoise Louvay, Michel Sénéchal, Adrien Legros, Aimé Doniat, Orchestre de Paris, Pierre Stoll (dir.) – Accord, 1961 ;
    - Annick Massis, Rockwell Blake, Mireille Delunsch, Orchestre de Radio-France, Marc Minkowski (dir.) – EMI, 1996.

  - Ouverture :
    - Orchestre philharmonique de Londres, Jean Martinon (dir.) – Decca, 1951 ;
    - Orchestre Symphonique de Detroit, Paul Paray (dir.) – Mercury, 1960 ;
    - New Philharmonia Orchestra, Richard Bonynge (dir.) – Decca, 1969.
- Emma ou la Prisonnière (ouv. en collaboration avec Luigi Cherubini), Orchestre symphonique de l'académie d'état d'URSSS, Guennadi Rojdestvenski (dir.) – Brilliant, 1980.
- La Fête du village voisin, air « Profitez de la vie », Natalie Dessay, Orchestre du Capitole de Toulouse, Michel Plasson (dir.) dans Airs d'opéras français – Virgin, 2003.
- Jean de Paris (int.)
  - Monique Stiot, Denise Boursin, Aimé Doniat, Joseph Peyron, Orchestre lyrique de l'ORTF, Jean-Paul Kreder (dir.) - 1966 ;
  - Claudine Collard, Lina Dachary, Orchestre lyrique de l'ORTF, Jean Brebion (dir.) – Gaîté Lyrique, 1971.
- Ma tante Aurore (int.), Françoise Ogéas, Bernard Plantey, Claudine Collard, Orchestre de chambre de l'ORTF, Marcel Couraud (dir.) – Philips, 1963.
- Le Nouveau Seigneur de village (int.), Christiane Eda-Pierre, Jane Berbié, Lina Dachary, Orchestre de l'ORTF dirigé, Florian Hollard (dir.) – Gaîté Lyrique, 1971.
- Les Voitures versées (int.), Claudine Collard, Lina Dachary, Aimé Doniat, André Mallabrera, Orchestre lyrique de l'ORTF, Jean Brebion (dir.) – Gaîté Lyrique, 1971.
- 6 ouvertures : Le Calife de Bagdad, Emma ou la Prisonnière (en collaboration avec Luigi Cherubini), La Dame Blanche, Jean de Paris, Les Voitures versées, Ma tante Aurore, Orchestra della Svizzera Italiana, Howard Griffiths (dir.) - CPO 2015 (+ Concerto pour Piano et orchestre, Nastasa Velkovic, piano).

## Distinctions
- Chevalier de la Légion d'honneur en 1820[12]

## Hommages
Son nom a été donné entre autres à :
- un collège et un pont à Rouen (peint 28 fois par Camille Pissarro) ;
- une place à Paris, où se trouve le théâtre national de l'Opéra-Comique ;
- une rue à Barneville-Carteret ;
- une rue à Béziers, près des allées Paul-Riquet ;
- une rue à Cormeilles-en-Parisis ;
- une rue à La Rochelle ;
- une rue au Havre ;
- une rue à Petit-Couronne ;
- une rue à Quincy sous Sénart ;
- une rue à Saint-Étienne-du-Rouvray ;
- une rue à Toulouse ;
- une rue à Valence (Drôme) ;
- une rue à Vitry-sur-Seine ;
- une statue réalisée par Jean-Pierre Dantan, un pont et un collège à Rouen ;
- un quartier à Barentin ;
- une allée à Notre-Dame-de-Bondeville ;
- une allée à Sevran ;
- une rue à Varennes-Jarcy ;
- une terrasse et un ensemble résidentiel ( les "Jardins" Boieldieu ) à La Défense (Puteaux) ;
- une rue à Saint-Michel-sur-Orge.
- Une impasse à Villeneuve-Saint-Georges, ville dans laquelle il séjourna et composa une partie de son opéra La Dame blanche (1825)

Son buste et son nom couronnent le fronton du théâtre de Cherbourg.